# Eriocaulon hondoense
Eriocaulon hondoense là một loài thực vật có hoa trong họ Cỏ dùi trống. Loài này được Satake mô tả khoa học đầu tiên năm 1937.